# 时带
时带（chronozone）或时（chron）是年代地层学中的一个单位，由地磁逆转（磁性地层极性带）等事件或所存在的特定化石（生物带或生物时带）而定义。根据国际地层学委员会的说法，“时带”一词是指在某一特定时期形成的岩石，而“时”则指这一时期。
虽然时带不分等级，但在岩石记录中被认为是有用的时间标记或基准。时带是无等级的，因为时带无需要跨越地理或地质边界，也不需要长度相等。尽管如此，但早期的限制曾要求将时带定义为小于地质阶。早期有一种用法是分级的，因为哈兰德等人（1989）在生物地层学中将“时带”定义为比动物阶还小的时间片段。1994年，国际地层学委员会（ICS）废除了这些早期用法。
时带可否得到国际公认的关键因素是整个化石柱是否清晰、明确和广泛。一些已被接受的时带包含了其他的时带，某些更大的时带已被指定为跨越整个定义的地质年代单位，且无论大小。例如，上新世时带是新近纪时带的子集，而更新世时带则是第四纪时带的子集。 
| 年代地层学中的岩（岩层）段 | 地质年代学中的时间跨度 | 地质年代学单位 备注              |
| -------------------------- | ---------------------- | -------------------------------- |
| 宇                         | 宙                     | 总计4个，5亿年或更长时间。       |
| 界                         | 代                     | 定义了10个，数亿年。             |
| 系                         | 纪                     | 定义了22个，数千万至1亿年。      |
| 统                         | 世                     | 定义了34个，数千万年。           |
| 阶                         | 期                     | 定义了99个，数百万年。           |
| 带                         | 时                     | 期的细分，国际地层委员会不采用。 |

## 另请查看
- 体型
- 地质年代学
- 欧洲新近纪哺乳动物
- 地质年代
- 北美陆生哺乳动物时代
- 典型地区